# 非常事件
非常事件是一部1958年由维克多·伊弗钦科执导、高尔基电影制片厂和杜甫仁科电影制片厂出品的苏联黑白电影，该电影是苏联1959年的票房冠军，共有4千700万人观看。该电影以1954年中华民国海军拦截苏联油船的陶普斯号事件为原型。主演包括米哈伊尔·库兹涅佐夫和维亚切斯拉夫·吉洪诺夫。该电影在中华人民共和国由长春电影制片厂于1959年译制为动作片上映。